# أماندا كرايغ
أماندا كرايغ (بالإنجليزية: Amanda Craig)‏ (22 فبراير 1984 - ) هي لاعبة كرة طائرة الولايات المتحدة.